# Montrealské muzeum umění
Montrealské muzeum umění (francouzsky Musée des beaux-arts de Montréal, MBAM; anglicky Montreal Museum of Fine Arts, zkratkou MMFA) je muzeum umění v kanadském Montrealu. Patří k nejdůležitějším galeriím Kanady, v pěti budovách má k dispozici asi 53 tisíc čtverečních metrů výstavní plochy. Stálá sbírka obsahuje asi 44 tisíc uměleckých děl. Montrealské umělecké sdružení (Art Association of Montreal), které stálo u zrodu muzea, založil roku 1860 anglikánský biskup Francis Fulford; první budova muzea byla otevřena roku 1879.

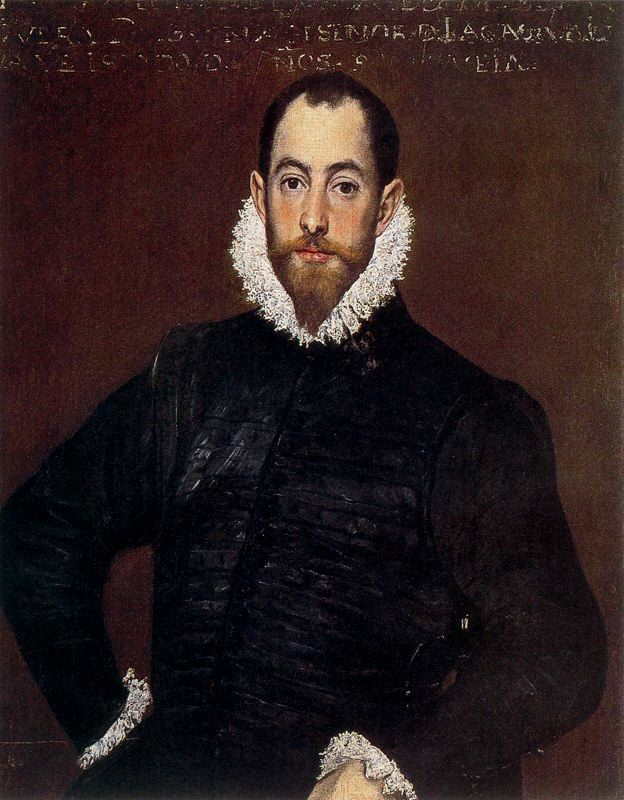
El Greco, Portrét muže, 1580
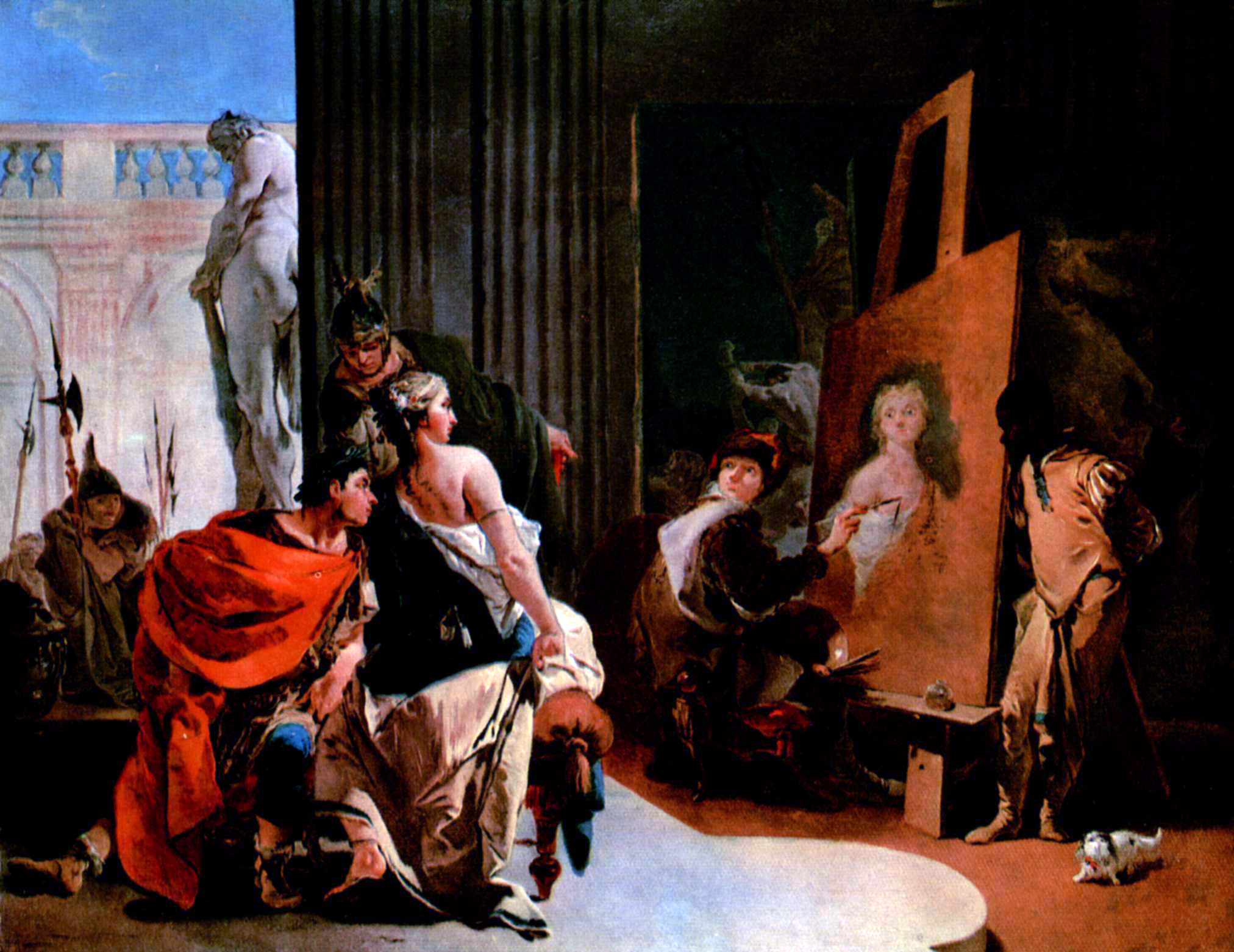
Giovanni Battista Tiepolo, Alexandr Veliký a Kampaspé v Apellově atelieru, 1725-1726
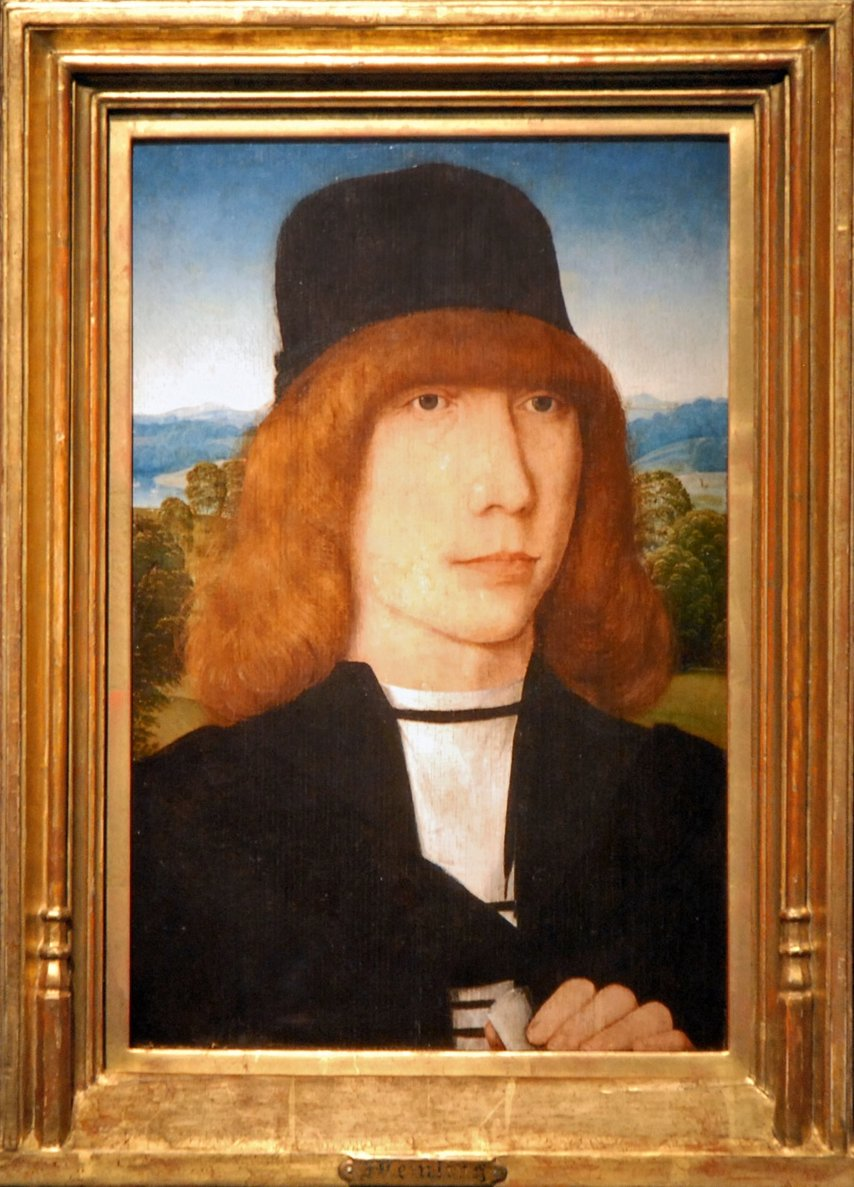
Hans Memling, Mladík, 1490
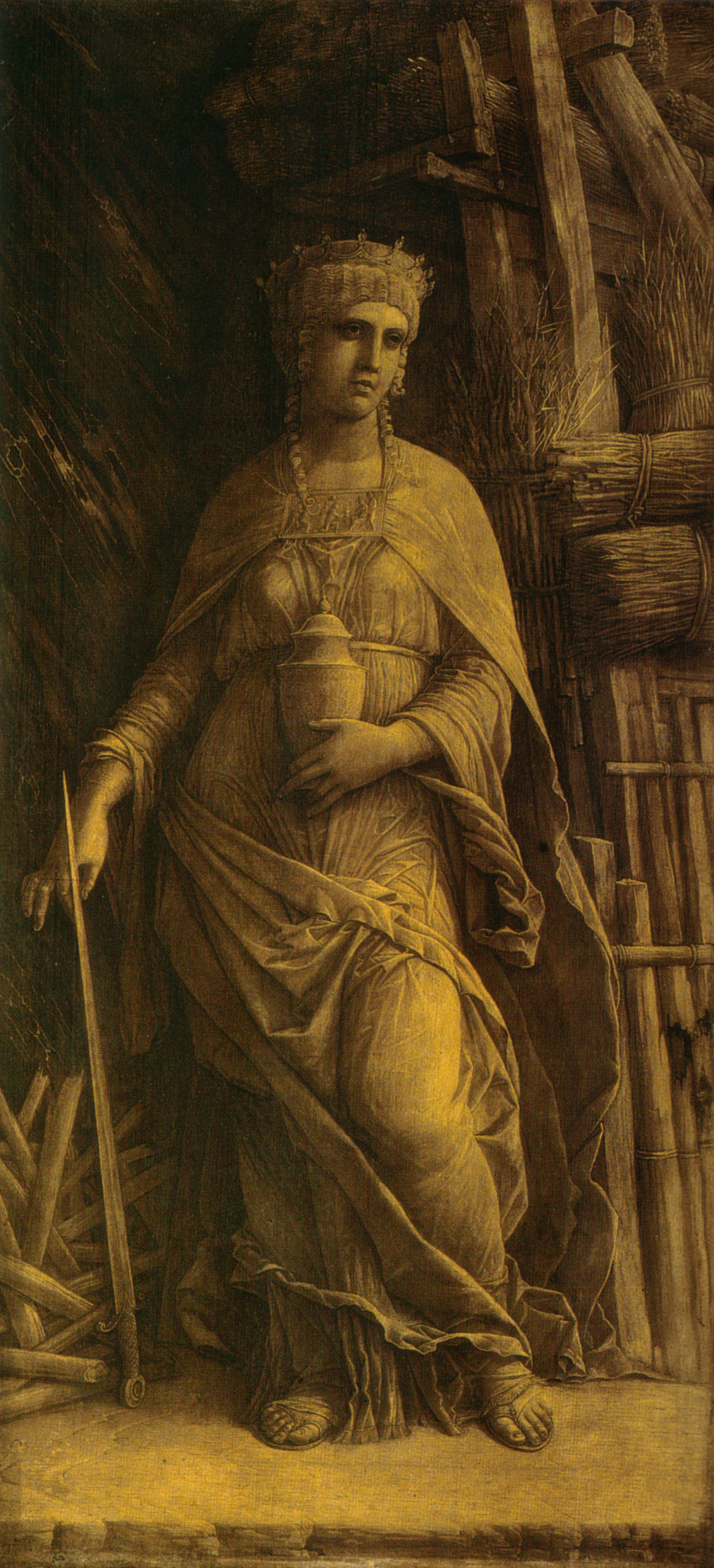
Andrea Mantegna, Didoné, po 1490
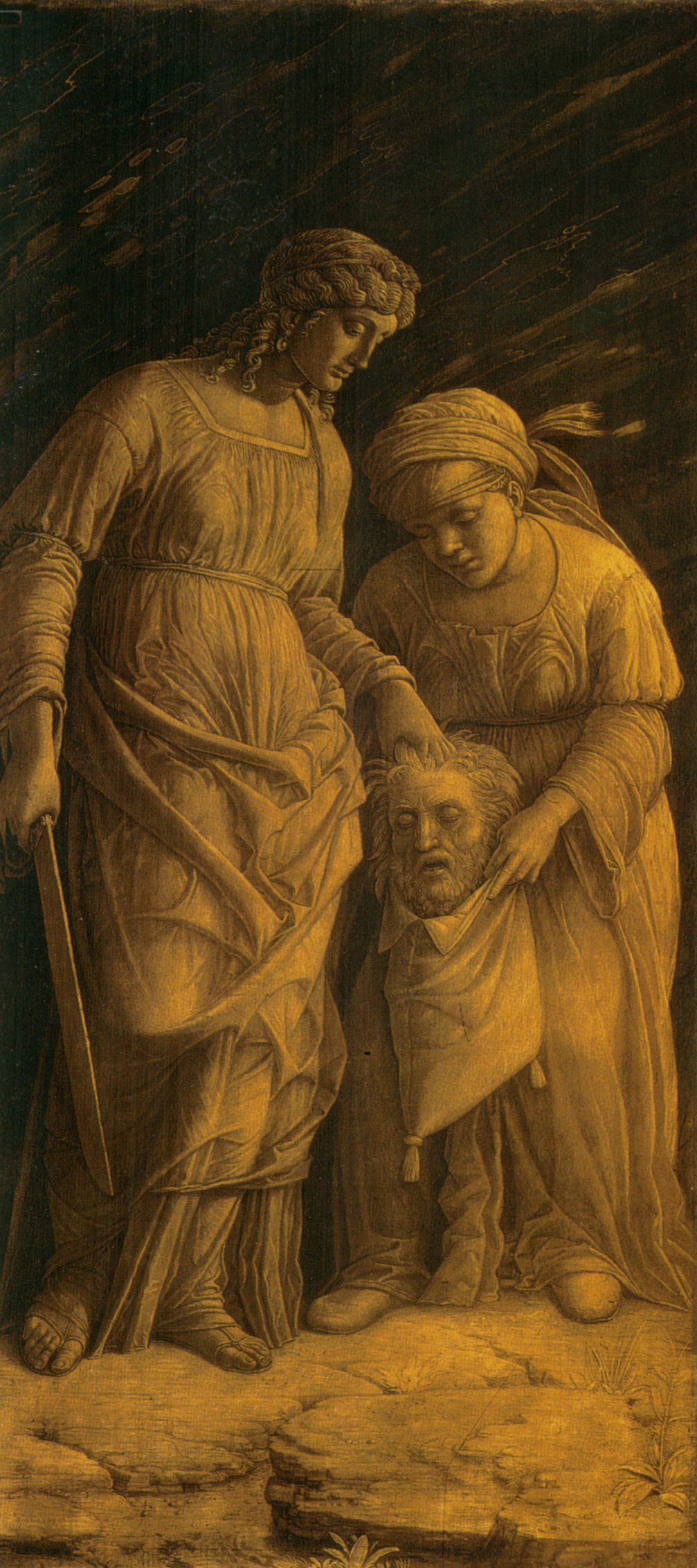
Andrea Mantegna, Judita, po 1490
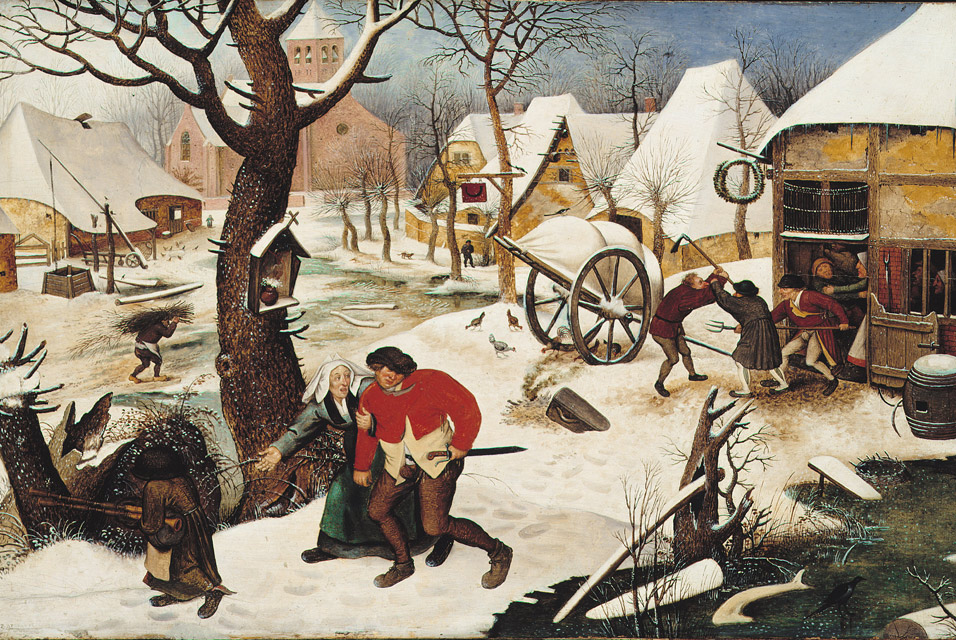
Pieter Brueghel mladší, Návrat z hostince, po 1616
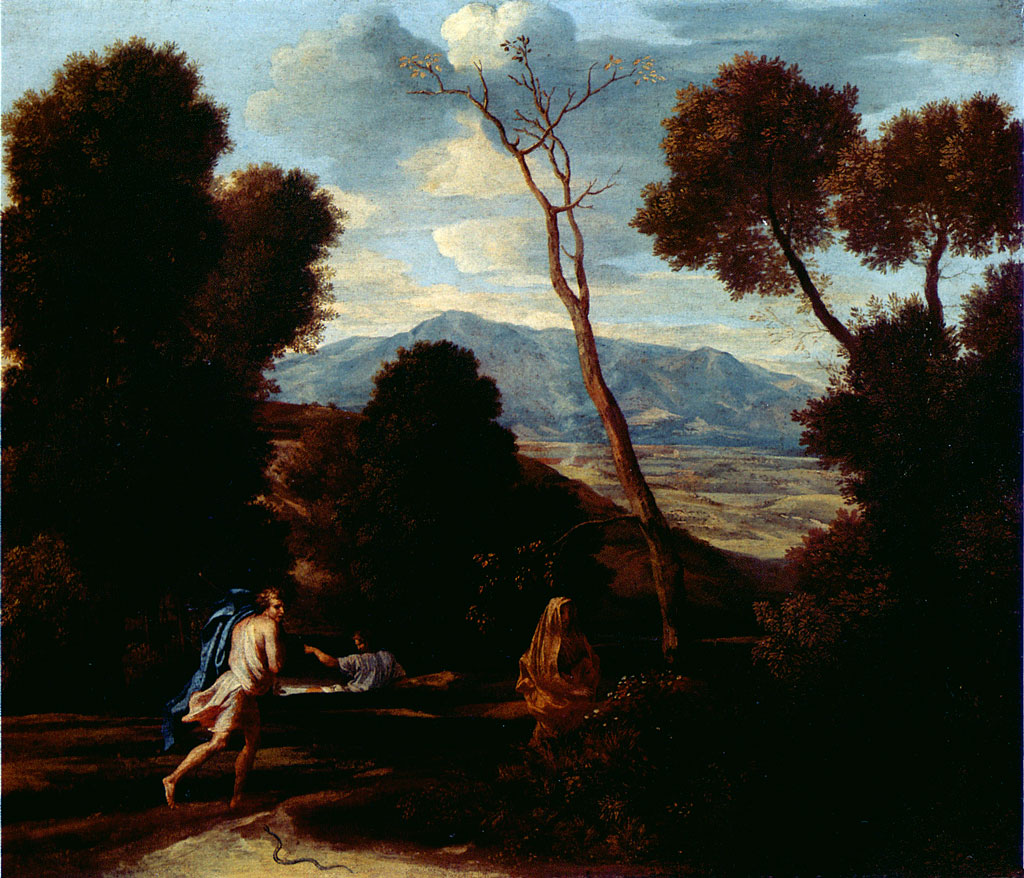
Nicolas Poussin, Krajina s lidmi utíkajícími před hadem, 1633-1635
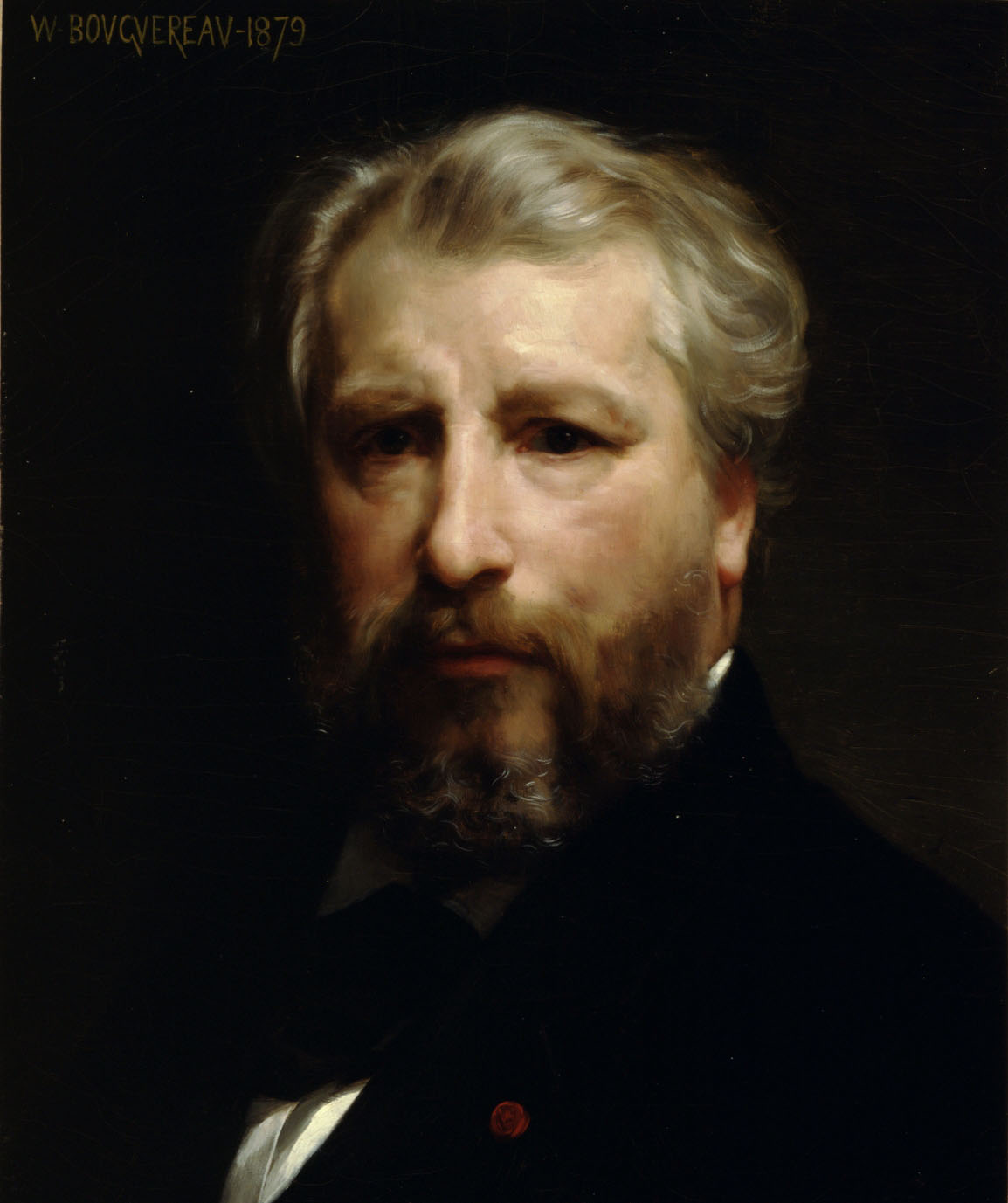
William-Adolphe Bouguereau, Autoportrét, 1879
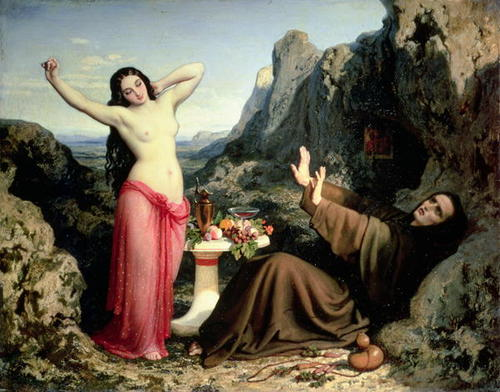
Dominique Papety, Pokušení sv. Hilariona, 1843
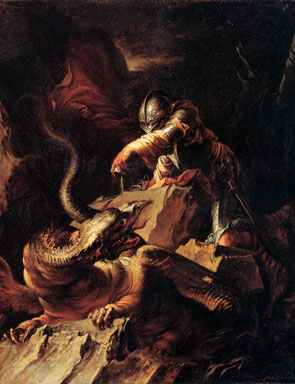
Salvator Rosa, Iásón uspává draka, 1665-1670
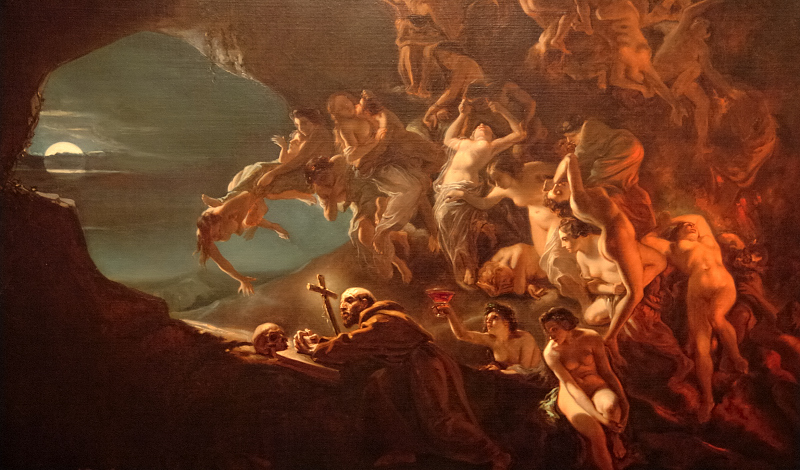
Octave Tassaert, Pokušení sv. Hilariona, 1857
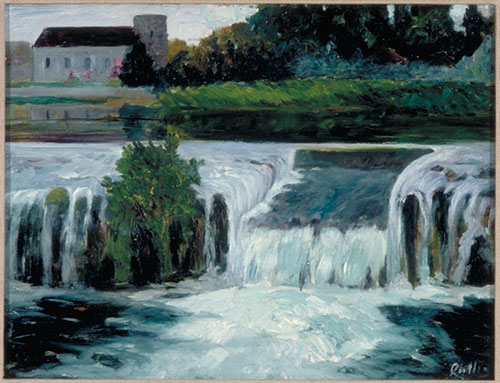
Maurice Cullen, Krajina, 1890
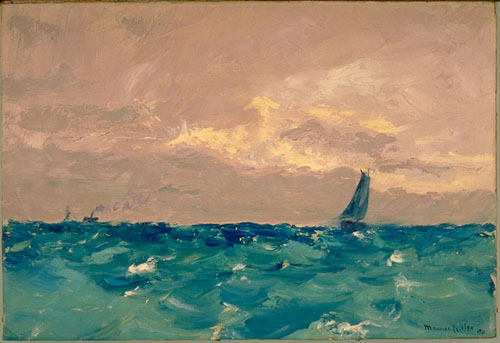
Maurice Cullen, Moře, 1890